# تام-یام-گونگ
نگهبان یا محافظ یا پادشاه جنگجو، نام یک فیلم سینمایی تایلندی در ژانر رزمی محصول سال ۲۰۰۵ میلادی است.
در این فیلم تونی جا بازی می‌کند.